# Ptychopyxis
Ptychopyxis é um género botânico pertencente à família Euphorbiaceae.
Plantas encontradas na Tailândia, Malesia e Nova Guiné.

## Sinonímia
- Clarorivinia Pax & K.Hoffm.

## Espécies
Apresenta 17 espécies:
| - Ptychopyxis angustifolia - Ptychopyxis arborea - Ptychopyxis bacciformis - Ptychopyxis caput - Ptychopyxis chrysantha - Ptychopyxis costata - Ptychopyxis frutescens - Ptychopyxis glochidiifolia - Ptychopyxis grandis | - Ptychopyxis javanica - Ptychopyxis kingii - Ptychopyxis nervosa - Ptychopyxis philippina - Ptychopyxis plagiocarpa - Ptychopyxis poilanei - Ptychopyxis thwaitesii - Ptychopyxis triradiata |

## Nome e referências
Ptychopyxis Miq.